# Należność
Należność – w rachunkowości uprawnienie do otrzymania w określonym terminie świadczenia pieniężnego lub rzeczowego od dłużnika.
W rachunkowości podmiotów gospodarczych należności są kategorią wyłącznie pieniężną i oznaczają wszelkie przewidywane przychody środków pieniężnych, stanowią aktywa podmiotu gospodarczego. W tym przypadku powstanie należności jest efektem prowadzonej działalności gospodarczej i poprzedza przypływ środków pieniężnych do podmiotu gospodarczego. Można je podzielić według różnych kryteriów, wśród których do najważniejszych należą: 
1. obszar rozliczeń – należności krajowe i zagraniczne,
2. termin płatności – należności krótkoterminowe i długoterminowe,
3. stopień wymagalności – należności prawidłowe (terminowe) i przeterminowane (przedawnione),
4. tytuł powstania – należności z tytułu dostaw, robót i usług, wypłaconych zaliczek, kar umownych, karnych odsetek itd.,
5. osoba dłużnika – należności od odbiorców produktów i usług, od pracowników, budżetowe itd.,
6. stopień realności – pewne, wątpliwe, sporne, nieściągalne.

Przeciętny okres regulowania należności – tj. czas od momentu ich powstania do momentu wpływu środków pieniężnych z tytułu danej należności – nazywa się cyklem należności i jest wykorzystywany w analizie sytuacji finansowej podmiotów gospodarczych.